# Poranthera microphylla
Poranthera microphylla là một loài thực vật có hoa trong họ Diệp hạ châu. Loài này được Brongn. miêu tả khoa học đầu tiên năm 1833.